# Tinieblas de la Sierra
Tinieblas de la Sierra è un comune spagnolo di 34 abitanti situato nella comunità autonoma di Castiglia e León.
Il comune comprende la località di Tañabueyes.